# Murray Carleton
Murray Carleton (St. Louis, 3 aprile 1885 – Las Vegas, 19 maggio 1959) è stato un golfista statunitense.

## Carriera
Carleton partecipò al tornei individuale di golf ai Giochi olimpici di Saint Louis 1904, dove giunse cinquantasettesimo.
Era il nipote di Lee Carleton, anch'egli golfista olimpico.